# Défense des sept sacrements
La Défense des sept sacrements (latin : Assertio Septem Sacramentorum) est un traité théologique publié en 1521, écrit par le roi Henri VIII d'Angleterre, prétendument avec l'aide de Sir Thomas More. L'étendue de l'implication de More dans ce projet a été un point de discorde dès sa publication,.

## Description
Henri a commencé à l'écrire en 1519 alors qu'il lisait l'attaque de Martin Luther contre les indulgences. En juin de cette année-là, il l'avait montré à Thomas Wolsey, mais il est resté privé jusqu'à trois ans plus tard, lorsque le manuscrit antérieur est devenu les deux premiers chapitres de l'Assertio, le reste consistant en de nouveaux éléments relatifs au De Captivitate Babylonica de Luther. L'auteur JJ Scarisbrick décrit l'œuvre comme « l'une des polémiques catholiques les plus réussies produites par la première génération d'écrivains anti-protestants. » Il connut une vingtaine d'éditions au XVIe siècle et, dès 1522, avait paru dans deux traductions allemandes différentes.
Le traité était dédié au pape Léon X, qui récompensa Henri du titre de Fidei Defensor (Défenseur de la foi) en octobre 1521 (titre révoqué à la suite de la rupture du roi avec l'Église catholique dans les années 1530, mais réattribué à son héritier par le Parlement anglais). La réponse de Luther à l'Assertio (Contre Henri, roi des Anglais) fut, à son tour, répondue par Thomas More, qui était l'un des leaders des humanistes catholiques de la Renaissance en Angleterre (Responsio ad Lutherum).
La British Library possède toujours l'exemplaire personnel du roi Henri de l'Evangelistiarium de Marko Marulić, un livre lu en anglais et très admiré par Thomas More. De nombreuses notes en marge de la main du roi prouvent que le livre de Marulić était une source majeure utilisée par le roi dans la rédaction de la Défense des sept sacrements.

## Éditions et traductions
- O'Donovan, LO & Gibbons, J. (1908). Assertio Septem Sacramentorum (anglais et latin). New York, NY : Benziger Bros. Édition
- O'Donovan, LO et Curtin, DP (2018). Défense des sept sacrements (avec correspondance papale supplémentaire). Philadelphie, Pennsylvanie : Barnes and Noble Press